# Europarlamentari pentru Slovacia 2004-2009
Următorii sunt europarlamentari ai Slovaciei în perioada 2004-2009:

### B
- Peter Baco (Neafiliați)
- Edit Bauer (Partidul Popular European)
- Irena Belohorská (Neafiliați)
- Monika Beňová (Partidul Socialiștilor Europeni)

### D
- Árpád Duka-Zólyomi (Partidul Popular European)

### G
- Milan Gaľa (Partidul Popular European)

### H
- Ján Hudacký (Partidul Popular European)

### K
- Miloš Koterec (Partidul Socialiștilor Europeni)
- Sergej Kozlík (Neafiliați)

### M
- Vladimír Maňka (Partidul Socialiștilor Europeni)
- Miroslav Mikolášik (Partidul Popular European)

### P
- Zita Pleštinská (Partidul Popular European)

### S
- Peter Šťastný (Partidul Popular European)

### Z
- Anna Záborská (Partidul Popular European)

*2004